# Roseville (Illinois)
Roseville es una villa ubicada en el condado de Warren en el estado estadounidense de Illinois. En el Censo de 2010 tenía una población de 989 habitantes y una densidad poblacional de 470,26 personas por km².

## Geografía
Roseville se encuentra ubicada en las coordenadas 40°43′51″N 90°39′50″O / 40.73083, -90.66389. Según la Oficina del Censo de los Estados Unidos, Roseville tiene una superficie total de 2.1 km², de la cual 2.1 km² corresponden a tierra firme y (0%) 0 km² es agua.

## Demografía
Según el censo de 2010, había 989 personas residiendo en Roseville. La densidad de población era de 470,26 hab./km². De los 989 habitantes, Roseville estaba compuesto por el 99.39% blancos, el 0% eran afroamericanos, el 0.2% eran amerindios, el 0.1% eran asiáticos, el 0.1% eran isleños del Pacífico, el 0% eran de otras razas y el 0.2% pertenecían a dos o más razas. Del total de la población el 0.2% eran hispanos o latinos de cualquier raza.